# Швейцария и Европейский союз
Швейцария не является государством-членом Европейского союза. Она связана с Союзом рядом двусторонних договоров, в соответствии с которыми Швейцария приняла различные положения законодательства Европейского союза, чтобы участвовать в едином рынке Союза, не вступая в него в качестве государства-члена. Среди соседних со Швейцарией стран все, кроме карликового государства Лихтенштейн, являются государствами-членами ЕС.

## Торговля
Европейский союз является крупнейшим торговым партнёром Швейцарии, а Швейцария — четвёртым по величине торговым партнёром ЕС после Британии, США и Китая. Экспорт товаров из Швейцарии составляет 5,2 % импорта ЕС; в основном химикаты, лекарственные препараты, машины, инструменты и часы.

## Международные договоры
В 1972 году Швейцария подписала соглашение о свободной торговле с Европейским экономическим сообществом, которое вступило в силу в 1973 году.
Швейцария является членом Европейской ассоциации свободной торговли (ЕАСТ) и принимала участие в переговорах по соглашению о Европейской экономической зоне (ЕЭЗ) с Европейским союзом. Швейцария подписала соглашение 2 мая 1992 года и подала заявку на вступление в ЕС 20 мая 1992 года. Однако после того, как на референдуме в Швейцарии, состоявшемся 6 декабря 1992 года, 50,3 % проголосовавших отвергли членство в ЕЭЗ, а 49,7 % поддержали его, правительство Швейцарии решило приостановить переговоры о членстве в ЕС до дальнейшего уведомления. Переговоры не возобновились, и в 2016 году Швейцария официально отозвала свою заявку на членство в ЕС.
В 1994 году Швейцария и ЕС начали переговоры об особых отношениях за пределами Европейской экономической зоны. Швейцария хотела сохранить экономическую интеграцию с ЕС, которую позволил бы договор о Европейской экономической зоне, и в то же время устранить разногласия, из-за которых люди проголосовали против референдума. Швейцарские политики подчеркнули двусторонний характер этих переговоров, которые велись между двумя равноправными партнёрами, а не между 16, 26, 28 или 29 странами, как в случае переговоров по договору ЕС.
В результате этих переговоров было заключено в общей сложности десять договоров, переговоры по которым проходили в два этапа, и в совокупности они составляют значительную часть законодательства ЕС, применимого к Швейцарии.
Договоры:
Двусторонние соглашения I (подписаны в 1999 году, вступили в силу 1 июня 2002 года)
1. Свободное передвижение людей
2. Воздушное сообщение
3. Дорожное движение
4. Сельскохозяйственные продукты
5. Технические торговые барьеры
6. Государственные закупки
7. Наука

### Шенгенское соглашение
В 2009 году Швейцария стала участником Шенгенской зоны после принятия соглашения об ассоциации на народном референдуме в 2005 году. Это означает, что на границах Швейцарии с её соседями нет паспортного контроля, хотя таможенный контроль сохраняется.

### Референдум 2014 года
На референдуме в феврале 2014 года швейцарские избиратели с небольшим перевесом голосов одобрили предложение ограничить свободу передвижения иностранных граждан по Швейцарии. Европейская комиссия заявила, что ей придётся изучить последствия этого решения для отношений между ЕС и Швейцарией, поскольку буквальное выполнение этого решения приведёт к «гильотине».
22 декабря 2016 года Швейцария и ЕС заключили соглашение, согласно которому новый швейцарский закон, принятый в ответ на референдум, который обязал швейцарских работодателей отдавать предпочтение соискателям из Швейцарии, независимо от того, являются ли они гражданами Швейцарии или негражданами Швейцарии, зарегистрированными в швейцарских агентствах по трудоустройству, продолжая при этом соблюдать принцип свободного передвижения граждан ЕС по Швейцарии, что позволит им работать там.

### Финансовые взносы Швейцарии
С 2008 года Швейцария выделила 1,3 миллиарда швейцарских франков на различные проекты, направленные на сокращение экономического и социального неравенства в расширенном ЕС. Одним из примеров того, как используются эти деньги, является железнодорожная станция Легионово в Польше, которая была реконструирована на 9,6 миллиона швейцарских франков из швейцарского бюджета.

### Предлагаемое рамочное соглашение
Переговоры между Швейцарией и Европейской комиссией об институциональном рамочном соглашении начались в 2014 году и завершились в ноябре 2018 года. 7 декабря 2018 года Федеральный совет Швейцарии решил не принимать и не отклонять согласованное соглашение, а вместо этого провести общественные консультации. Согласованное соглашение охватывало бы пять областей существующих соглашений между ЕС и Швейцарией, заключённых в 1999 году:
- свободное передвижение людей
- воздушный транспорт
- перевозка грузов и пассажиров железнодорожным и автомобильным транспортом
- торговля сельскохозяйственной продукцией
- взаимное признание стандартов

Примечательно, что соглашение упростило бы применение законодательства ЕС в этих областях в законодательстве Швейцарии, а Европейский суд стал бы окончательным и обязательным арбитром в спорах в этих областях. Если бы Швейцария приняла соглашение, страна оказалась бы в таком же положении в отношении применения законодательства ЕС (хотя и только в вышеперечисленных пяти областях), как и другие страны ЕАСТ, являющиеся членами ЕЭЗ. Помимо вопросов суверенитета, конкретные проблемы, поднятые в Швейцарии, включают возможное влияние на закон о государственной помощи в отношении кантональных банков, возможность их включения в швейцарское законодательство (и любое последующее влияние на социальное обеспечение, например) и возможное влияние на заработную плату в стране. Комиссия считает, что принятие соглашения необходимо для того, чтобы обеспечить Швейцарии доступ к новым сферам единого европейского рынка, включая рынок электроэнергии и эквивалентность фондовых бирж.
К июню 2019 года Федеральный совет Швейцарии не смог прийти к значимому компромиссу ни с внутренними партнёрами по консультациям, такими как швейцарские профсоюзы и представители бизнеса, ни с уходящим в отставку председателем Еврокомиссии Жан-Клодом Юнкером. Страны — члены ЕС также заявили, что дальнейший компромисс по тексту предлагаемого рамочного соглашения со Швейцарией невозможен. В результате Брюссель не распространил действие своего закона о фондовых рынках на швейцарскую фондовую биржу из-за провала переговоров между Швейцарией и ЕС, и в качестве контрмеры было введено постановление Федерального совета Швейцарии от ноября 2018 года, ограничивающее в будущем торговлю большинством швейцарских акций, торгуемых в ЕС, на Швейцарской бирже SIX в Цюрихе.
Переговоры по предложенному рамочному соглашению между Швейцарией и ЕС возобновились 23 апреля 2021 года, когда федеральный советник Швейцарии Ги Пармелен и председатель Европейской комиссии Урсула фон дер Ляйен встретились в Брюсселе. Встреча прошла в дружественной атмосфере, но соглашение так и не было достигнуто, поскольку федеральный советник настоял на исключении из соглашения таких ключевых вопросов, как защита заработной платы в Швейцарии, Директива о правах граждан и государственная поддержка кантональных банков. На следующей неделе Стефани Рисо, заместитель главы кабинета комиссии ЕС, проинформировала представителей 27 стран-участниц о прогрессе в отношении рамочного соглашения со Швейцарией. Комиссия ЕС восприняла требования Швейцарии как ультиматум, и страны-участницы ЕС выразили поддержку руководству ЕС в переговорах. Министр иностранных дел Иньяцио Кассис сообщил журналистам, что тупик возник из-за разного толкования пункта о «свободном передвижении людей» в рамочном соглашении. В сентябре 2020 года швейцарские избиратели решительно отвергли предложение Швейцарской народной партии ограничить свободное передвижение людей и решили поддержать двусторонние соглашения с ЕС. Согласно внутренним отчётам Федерального совета Швейцарии, неудачные переговоры с Еврокомиссией уже проходили 11 ноября 2020 года, когда главный переговорщик Ливия Лёв поднялась на подиум для переговоров между Швейцарией и ЕС.
26 мая 2021 года Швейцария решила снова приостановить переговоры с ЕС и не подписывать проект рамочного соглашения между ЕС и Швейцарией. Основные разногласия касались свободы передвижения, равных условий и правил государственной поддержки.
В декабре 2023 года Федеральный совет Швейцарии согласился возобновить переговоры с Брюсселем о двусторонних отношениях в рамках рамочного соглашения. Это решение было принято после двухлетней подготовки, о которой ранее не сообщалось, и отражает мнение населения Швейцарии о необходимости найти реалистичный подход для установления стабильных отношений с ЕС. Проект мандата стал результатом многочисленных встреч на дипломатическом уровне, а также обширных внутренних обсуждений с профсоюзами и представителями швейцарского бизнеса. Выбрав новую переговорную группу, Швейцария рассчитывает, что найдёт более эффективную стратегию для создания оптимальных условий для достижения удовлетворительного результата на предстоящих переговорах. В основном «оговорка о гильотине», которая ранее положила конец переговорам с ЕС, была исключена, чтобы избежать преждевременного срыва будущих переговоров, а новый проект, согласованный в совместном заявлении, позволит вести открытые переговоры на всех уровнях, включая свободное передвижение людей, наземный и воздушный транспорт, которые были полностью пересмотрены, а также технические барьеры в торговле и сельском хозяйстве, а также в сфере электроэнергии, безопасности пищевых продуктов и здравоохранения, причём все три сферы допускают прямые субсидии. Ответственность Европейского суда по швейцарским правовым вопросам включает в себя больше ограничений. Новый проект мандата в настоящее время находится на стадии ратификации швейцарскими кантонами, федеральным парламентом и ожидает одобрения комиссией ЕС к концу 2023 года. По словам министра иностранных дел Швейцарии Иньяцио Кассиса, обе стороны проделали большую работу над созданием нового проекта.
18 марта 2024 года федеральный советник Швейцарии Виола Амхерд и председатель Европейской комиссии Урсула фон дер Ляйен встретились в Брюсселе на первой встрече. Фон дер Ляйен тепло поприветствовала швейцарскую делегацию, в том числе главного переговорщика Патрика Франзена. Председатель Европейской комиссии выразила оптимизм и надежду на то, что соглашение может быть заключено к концу 2024 года, а Амхерд подчеркнула важность качественных критериев для Швейцарии, а не темпа переговоров. Амхерд также встретился за обедом с вице-президентом Европейской комиссии Марошем Шефчовичем и главным переговорщиком ЕС Ричардом Шостаком. ЕС и Швейцария тесно связаны экономически, и обе стороны надеются на большую стабильность в отношениях между европейской торговой зоной и экспортно-ориентированной экономикой Швейцарской Конфедерации. Швейцарии было бы выгодно возобновить участие в академической программе «Горизонт» и получить более широкий доступ к европейскому рынку, но другие важные аспекты, такие как защита заработной платы в Швейцарии, вызывают серьёзную обеспокоенность швейцарских профсоюзов. На правой стороне политического спектра Швейцарии многие представители консервативной Швейцарской народной партии полностью отвергают переговоры о рамочном соглашении, опасаясь экономических последствий и потери политической независимости от Европейского союза. По данным Европейской комиссии, в конце августа 2024 года начался шестой раунд переговоров. Ход переговоров был охарактеризован как медленный, но стабильный, при этом основные спорные моменты остались прежними, а именно «свободное передвижение людей» и «защита швейцарских зарплат». Переговоры продолжатся в середине сентября и, предположительно, завершатся к концу 2024 года.

## Внешняя политика
В области внешней политики и политики безопасности у Швейцарии и ЕС нет всеобъемлющих соглашений. Но в Докладе о безопасности за 2000 год Федеральный совет Швейцарии заявил о важности содействия стабильности и миру за пределами Швейцарии и построения международного сообщества, основанного на общих ценностях. Впоследствии Швейцария начала участвовать в проектах Общей внешней политики и политики безопасности (ОВПБ) ЕС. Швейцария предоставляла персонал или материалы для миротворческих миссий и миссий по обеспечению безопасности ЕС в Боснии и Герцеговине, Демократической Республике Конго, Северной Македонии и провинции Ачех в Индонезии.
Тесное сотрудничество также налажено в области международных санкций. По состоянию на 2006 год Швейцария приняла пять санкций ЕС, которые были введены вне Организации Объединенных Наций. Они затронули Югославию (1998), Мьянму (2000), Зимбабве (2002), Узбекистан (2006) и Беларусь (2006).

## Использование евро в Швейцарии
Валюта Швейцарии — швейцарский франк. Швейцария, вместе с Лихтенштейном находится в необычном положении, будучи окружённой странами, использующими евро. В результате евро де-факто принимается во многих местах, особенно вблизи границ и в туристических регионах. Швейцарские федеральные железные дороги принимают евро как в кассах, так и в автоматических билетных автоматах. Также многие общественные телефоны, торговые автоматы и билетные автоматы принимают монеты евро. Многие магазины и небольшие предприятия, принимающие евро, принимают только банкноты и выдают сдачу в швейцарских франках, обычно по менее выгодному курсу, чем в банках. Многие банковские банкоматы выдают евро по рыночному курсу, а также швейцарские франки.
6 сентября 2011 года курс швейцарского франка фактически зафиксировался по отношению к евро: франк всегда плавал независимо до стремительного укрепления своей валюты во время долгового кризиса еврозоны. Национальный банк Швейцарии установил привязку швейцарского франка евро, которая включала минимальный обменный курс в размере 1,20 франка за евро без установленной верхней границы. Банк взял на себя обязательство поддерживать этот обменный курс для обеспечения стабильности. Привязка была отменена 15 января 2015 года, когда возобновившееся давление на швейцарский франк превысило допустимый Банком уровень.

## Дипломатические отношения между Швейцарией и государствами-членами ЕС
| Страна     | Дата установления первых дипломатических отношений | Посольство Швейцарии | Взаимное посольство | Примечания                                              |
| ---------- | -------------------------------------------------- | -------------------- | ------------------- | ------------------------------------------------------- |
| Австрия    | ~1513                                              | Вена                 | Берн                | Совместная организация Евро-2008, 165 км общей границы. |
| Бельгия    | 1838                                               | Брюсель              | Берн                | Швейцарское представительство при ЕС и НАТО в Брюсселе. |
| Болгария   | 1905                                               | София                | Берн                |                                                         |
| Хорватия   | 1991                                               | Загреб               | Берн                |                                                         |
| Кипр       | 1960                                               | Никосия              | Рим (Италия)        |                                                         |
| Чехия      | 1993                                               | Прага                | Берн                |                                                         |
| Дания      | 1945                                               | Копенгаген           | Берн                |                                                         |
| Эстония    | 1938, 1991                                         | Рига (Латвия)        | Вена (Австрия)      |                                                         |
| Финляндия  | 1926                                               | Хельсинки            | Берн                |                                                         |
| Франция    | 1430                                               | Париж                | Берн                | 573 км. общих границ.                                   |
| Германия   | 1871                                               | Берлин               | Берн                | 334 км. общих границ.                                   |
| Греция     | 1830                                               | Афины                | Берн                |                                                         |
| Венгрия    |                                                    | Будапешт             | Берн                |                                                         |
| Ирландия   | 1922                                               | Дублин               | Берн                |                                                         |
| Италия     | 1868                                               | Рим                  | Берн                | 740 км. общих границ.                                   |
| Латвия     | 1921, 1991                                         | Рига                 | Вена (Австрия)      |                                                         |
| Литва      | 1921, 1991                                         | Рига (Латвия)        | Женева              |                                                         |
| Люксембург | 1938                                               | Люксембург           | Берн                |                                                         |
| Мальта     | 1937                                               | Валлетта             | Рим (Италия)        |                                                         |
| Нидерланды | 1917                                               | Гаага                | Берн                | До 1917 года — через Лондон.                            |
| Польша     |                                                    | Варшава              | Берн                |                                                         |
| Португалия | 1855                                               | Лисабон              | Берн                |                                                         |
| Румыния    | 1911, 1962                                         | Бухарест             | Берн                |                                                         |
| Словакия   | 1993                                               | Братислава           | Берн                |                                                         |
| Словения   | 1992                                               | Любляна              | Берн                |                                                         |
| Испания    | Средние века (by 1513)                             | Мадрид               | Берн                |                                                         |
| Швеция     | 1887                                               | Стокгольм            | Берн                |                                                         |